# Damon Runyon

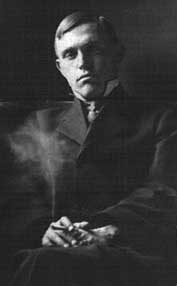
Damon Runyon

Damon Runyon, eigentlich Alfred Damon Runyan (* 4. Oktober 1880 in Manhattan, Kansas; † 10. Dezember 1946 in New York City), war ein US-amerikanischer Journalist und Schriftsteller.

## Leben
Runyon stammte aus einer „Zeitungs-Familie“. Sein Großvater führte in New Jersey eine Zeitungsdruckerei und verlegte diese 1855 nach Manhattan (Kansas). Sein Vater kam dort dann auch als Zeitungsverleger zu Ansehen. 1882 verkaufte seine Familie die Zeitung, und 1887 ließ sie sich in der Nähe von Pueblo (Colorado) nieder. Dort verbrachte Runyon seine Kindheit und Jugend. Als er als Schüler begann, als freier Mitarbeiter für einige Zeitungen zu arbeiten, zitierten diese seinen Familiennamen falsch; er übernahm dies und nannte sich fortan Alfred Damon Runyon.
1898 meldete sich Runyon zur United States Army und kämpfte im Spanisch-Amerikanischen Krieg. Während seiner Dienstzeit schrieb er regelmäßig für die Zeitungen Manila Freedom und Soldier’s Letter. Nach dem Krieg kehrte er nach Colorado zurück und arbeitete dort einige Zeit als Journalist. 1910 ging er nach New York und konnte sich dort schon bald einen Namen als Sportreporter machen. Meistens schrieb er über Baseball (New York Giants) und den Profiboxsport. Bei einer seiner ersten Veröffentlichungen wurde sein Vorname Alfred weggelassen, und er übernahm auch dies und nannte sich von nun an Damon Runyon.
1911 engagierte ihn William Randolph Hearst, und Runyon war nun jahrelang der Baseball-Spezialist der Hearst Corporation. Neben seiner Sportberichterstattung war Runyon auch an politischen Themen interessiert. Er fuhr auf eigene Faust nach Texas und traf sich dort mit dem Revolutionär Pancho Villa. 1916/1917 begleitete er die mexikanische Expedition.
Zurück in New York, heiratete er Ellen Egan und hatte mit ihr zwei Kinder, Mary und Damon junior. Da Runyon in dieser Zeit sehr viel rauchte und trank, kam diese Hochzeit beinahe nicht zustande. Einer seiner besten Freunde in New York war der Mobster Otto Berman, den Runyon in einigen seiner Erzählungen verewigte. Als Berman im Herbst 1935 anlässlich eines Attentats auf Dutch Schultz erschossen wurde, bemühte sich Runyon in einigen Zeitungsberichten, die Ehre Bermans wiederherzustellen.
1928 wurde Runyon von seiner Ehefrau verlassen, nachdem sie erfahren hatte, dass er in Texas/Mexiko ein Verhältnis mit der Tänzerin Patrice Amati del Grande hatte und diese nun zu ihm nach New York gekommen war. Nach der Trennung lebte er bis 1946 mit del Grande zusammen; dann verließ sie ihn eines jüngeren Mannes wegen.
Zwei Monate nach seinem 66. Geburtstag starb Damon Runyon in New York an Kehlkopfkrebs. Gemäß seinem letzten Willen wurde er eingeäschert. Edward Vernon Rickenbacker, ein Kriegsheld, verstreute die Asche vom Flugzeug aus über dem Broadway. Das Familiengrab der Runyons liegt auf dem Woodlawn Cemetery in der Bronx.

## Rezeption
Neben seinen vielbeachteten und -gelobten Reportagen über Baseball und Boxen entstand mit den Jahren auch ein beachtliches Œuvre an Kurzgeschichten. Viele dieser Erzählungen wurden kongenial verfilmt oder fürs Theater adaptiert. Die meisten Geschichten spielen in der Unterwelt – oder Halbwelt – von New York und handeln von letztendlich keinen schlechten Menschen. Der Erzählstil ist pseudo-autobiographisch, der Erzähler bleibt immer ungenannt. Bemerkenswert ist die Vielzahl von Slang-Ausdrücken der Unterwelt, des Militärs etc.

## Ehrungen
- In Pueblo (Colorado) wurden ihm zu Ehren das Damon Runyon Repertory Theater und der Runyon Lake benannt.
- 1967 Aufnahme in die Baseball Hall of Fame (Cooperstown)
- Aufnahme in die International Boxing Hall of Fame (Canastota)
- Sein Kollege, der Radiomoderator Walter Winchell, gründete den Damon Runyon Cancer Memorial Fund.
- Die Damon Runyon Elementary School wurde ihm zu Ehren benannt.
- Alice Cooper spielt im Lied Department of Youth auf Damon Runyon an.

## Werke (Auswahl)
Lyrik
- Tents of trouble. Ballads of the wanderbund and other verses. Fitzgerald Boks, New York 1911.
- Rhymes of the firing Line. Poems. Fitzgerald Books, New York 1912.
- Poems for men. 1947.

Erzählungen
- Schwere Jungs & leichte Mädchen. Stories vom Broadway. Haffmans Verlag bei Zweitausendeins, Leipzig 2018.
- Schwere Jungs, leichte Mädchen. Grotesken vom Broadway („Guys and dolls“). Rowohlt, Hamburg 1956 (früherer Titel: In Mindy's Restaurant).
- Stories vom Broadway. Krüger Verlag, Hamburg 1957.[1]
- On Broadway. Containing all the stories from „More than somewhat“ „Furthermore“ and „Take it easy“. Penguin Books, Harmondsworth 1990, ISBN 0-14-018361-2.
- More than somewhat. 1937.
- My old man. 1939.
- The Best of Damon Runyon. Hart, New York 1940.
- Damon Runyon Favorites. Pocket Books, New York 1942.
- In our town. Creative Age Press, New York 1946.
- The three wise guys and other stories. Avon Books, New York 1946.
- Trials and other tribulations. Xanadu Publ., London 1991, ISBN 0-947761-61-6 (Nachdr. d. Ausg. Philadelphia 1947).
- First and Last. Containing all the stories not included in „Damon Runyon on Broadway“. Penguin Books, London 1990, ISBN 0-14-018360-4 (Nachdr. d. Ausg. London 1954).
- More guys and Dolls. 1950.
- The turps. 1951 (früherer Titel: My wife Ethel).
- A treasury of Damon Runyon. 1958.
- The bloodhounds of Broadway and other stories. Morrow, New York 1981, ISBN 0-688-00725-2.
- Romance in the roaring forties and other stories. Beech Tree Books, New York 1986, ISBN 0-688-05421-8.
- Guys and dolls and other writings. Penguin Books, New York 2008, ISBN 978-0-14-118672-6.
- The Damon Runyon Omnibus. „Guys and dolls“, „Money from home“ and „Blue plate Special“. Blue Ribbon Books, New York 1940.
- Short Takes. Reader's choice of the best columns of America's favorite newspaperman. Somerset Books, New York 1946.

Theaterstücke
- A slight case of murder. A comedy in two acts.[2] In: Richard Nelson (Hrsg.): Strictly dishonorable and other lost American plays. Theatre Communications Group, New York 1986, ISBN 0-930452-55-0, S. 223–328.

in Anthologien
- Undertaker song. In: Charles Grayson (Hrsg.): ... stories for men. Am anthology. Garden City Publ., New York 1938.
- Bred for Battle. In: W. C. Heinz (Hrsg.): The book of boxing. Total Sports Illustrated, Kingston, N.Y. 1999, ISBN 1-892129-13-2.
- One down, 713 to go. In: Jeff Silverman (Hrsg.): The greatest baseball stories ever told. Lyons Press, Guilford, Conn. 2001, ISBN 1-58574-364-X.
- Sense of humor. In: Philip Lopate (Hrsg.): Writing New York. A literary anthology. Penguin Putnam, New York 1998, ISBN 1-883011-62-0.

## Adaptionen
Filme
- Frank Capra (Regie): Lady für einen Tag (Lady for a day). 1933 (nach der Erzählung Madame la Gimp).
  - Remake 1961: Frank Capra (Regie): Die unteren Zehntausend.
  - Remake 1989: Jackie Chan (Regie): Miracles.
- Alexander Hall (Regie): Die Glückspuppe (Little Miss Marker). 1934 (nach der gleichnamigen Erzählung).
  - Remake 1949: Sidney Lanfield (Regie): Der besiegte Geizhals (Sorrowful Jones).
  - Remake 1962: Norman Jewison (Regie): Ein Rucksack voller Ärger (40 Pounds of Trouble).
  - Remake 1980: Walter Bernstein (Regie): Little Miss Marker.
- Sidney Lanfield (Regie): The Lemon Drop Kid. 1934 (nach der gleichnamigen Erzählung).
  - Remake 1951: Marshall Neilan (Regie): The Lemon Drop Kid.
- David Burton (Regie): Princess O’Hara. 1935 (nach der gleichnamigen Erzählung).
  - Remake 1943: Erle C. Kenton (Regie): It's ain't hay.
- Tay Garnett (Regie) Chicago-Gangster (Professional Soldier). 1935 (nach der Erzählung Gentleman, the king).
- Lloyd Bacon (Regie): Vier Leichen auf Abwegen (A slight case of murder). 1938 (nach dem gleichnamigen Theaterstück).
  - Remake 1953: Roy Del Ruth (Regie): Gauner mit weißer Weste (Stop, you're killing me).
- Irving Reis (Regie): The big street. 1942 (nach der Erzählung Little Pinks).
- Albert S. Rogell (Regie): Butch minds the baby. 1942 (nach der gleichnamigen Erzählung)
  - Butch passt aufs Baby auf. Regie Dieter Rohkohl, Radio Bremen 1961 (Fernsehfassung)
- Gregory Ratoff (Regie): Irish Eyes Are Smiling. 1944 (nach einer Geschichte von E. A. Ellington).
- Robert Florey (Regie): Johnny One-Eye. 1950 (nach der gleichnamigen Erzählung).
- George Marshall (Regie): Der tollkühne Jockey (Money from home). 1953 (nach der gleichnamigen Erzählung).
- Joseph L. Mankiewicz (Regie): Schwere Jungs, leichte Mädchen. 1956 (nach dem Musical Guys and Dolls).

Radio
- Damon Runyon Theatre. Mayfair Productions, New York 1949.[3]

Fernsehen
- Leslie H. Martinsoin (Regie): Damon Runyon Theatre. CBS, New York 1955/56 (39 Sendungen)[4]

Theater
- George Simon Kaufman (Regie): Guys and Dolls. 1950 (nach den Erzählungen The idyll of Miss Sarah Brown und Blood pressure).
- Erwin Halletz (Musik & Arrangements), Kurt Nachmann (Buch & Text), Marika Rökk (Titelrolle): Die Gräfin vom Naschmarkt. 1978 (nach der Erzählung Madame la Gimp).